# Апостольский викариат Меки
Апостольский викариат Меки (лат. Vicariatus Apostolicus Mekiensis) — апостольский викариат Римско-Католической церкви с центром в городе Меки, Эфиопия. Апостольский викариат Меки распространяет свою юрисдикцию на часть территории региона Оромия. Апостольский викариат Меки подчиняется непосредственно Святому Престолу. Кафедральным собором апостольского викариата Меки является церковь Божественного Милосердия.

## История
6 марта 1980 года Римский папа Иоанн Павел II издал буллу Evangelizationis operi, которой учредил апостольскую префектуру Меки, выделив её из апостольского викариата Харэра.
В декабре 1991 года апостольская префектура Меки была преобразована в апостольский викариат.
11 февраля 2012 года апостольский викариат Меки передал часть своей территории для возведения новой апостольской префектуры Робе.

## Ординарии апостольского викариата
- Yohannes Woldegiorgis (8.12.1981 — 19.09.2002);
- Abraham Desta (29.01.2003 — по настоящее время).

## Источник
- Annuario Pontificio, Libreria Editrice Vaticana, Città del Vaticano, 2003, ISBN 88-209-7422-3
- Булла Evangelizationis operi  (лат.)